# قلندر (لقب)

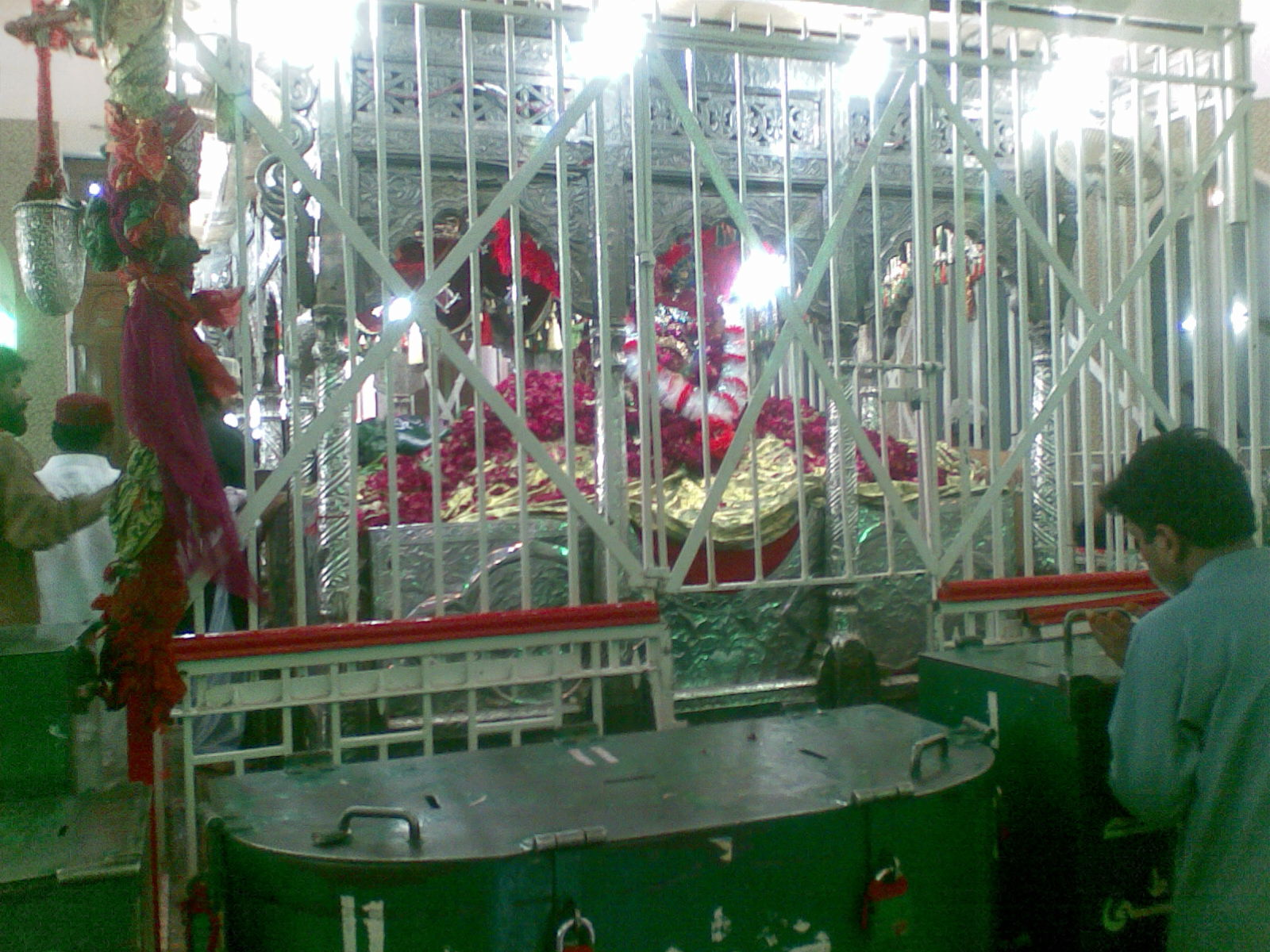

القلندر هو لقب يطلق على الأوليات المسلمين في باكستان. من أشهرهم حسن قلندار لال شهباز قلندار، بو علي شاه قلندار، وشمس علي قلندار، غلام فريد، وسيد محمود الحسن شاه كاكي قلندار مستوار حاليًا في تشاكوال باكستان.
القلندر هو الشخص الذي برع في رؤية الأشياء ويتقدم خطوة تلو الأخرى بإتجاه الله. حتى أنه يرتفع فوق النظام الإداري ويشهد جوهر الوحدانية بالتفصيل وبعد الاستمتاع بالوحدة الكينونية من دون أن يفقد درجاته ثم يعود إلى وضعه الإنساني، لدرجة أن صعوده وسقوطه يصبح واحدًا ونفس الشيء شيء له. . إنه يشهد في الكل ويرى الكل في الجزء، ثم، بعد أن ينفصل عن كل هذا، يغرق في حالة من النشوة.
إن حالة القلندر هي أعلى من الأحباب لأن الازدواجية لا تزال قائمة حتى في تلك الحالة، أي أن أحدهم هو الآخر والآخر هو المحب. فيال قلنديريات ليس هناك ازدواجية.
القلندر هو لقب يمنح لولي الذي يتمتع بمستوى عالٍ من الروحانية. إنهم مختلفون عن الإولياء الآخرون ولديهم مشاعر حب قوية جدًا لخلق الله. هم أشخاص يتمتعون بالتحرر من روابط الزمان والمكان. يُزعم أن جميع الكائنات الحية تحت مسؤوليتهم وقيادتهم، فكل جزء من الكون قد يكون تحت تصرفهم، لكن هؤلاء الناس القدسون أعلى بكثير من الإغراء أو الجشع أو الشهوة. عندما يطلب الناس منهم يشعرون بأن من واجبهم الاستماع وتصحيح سبب بؤس الناس لأنهم قد عينهم الله لهذا الغرض بالذات.
نشر القلندريون رسالة الحب والإنسانية دائمًا، وهم دائمًا في حالة من النشوة وأفعالهم بإرادة الله. هم أولياء الله. بين الأشخاص المعاصرين الذين يحملون لقب قلندار هم شمس علي قلندار من البنجاب، باكستان، شهباز قلندر، ناثار فالي، وبابا فكر الدين. وحالياً ماستوار قلندار سيد محمود الحسن شاه خاكي في مخدوم بور، تشاكوال، البنجاب، باكستان.